# هنري علاق
هو صحفي وحقوقي فرنسي ويحمل الجنسية الجزائرية ويعتبر من أبرز المدافعين عن الثوار الجزائريين والثورة ابان الاحتلال الفرنسي.وهو مدير تحرير صحيفة ألجي ريبيبليكان

## حياته
ولد في 20 يوليو 1920 في لندن لأبوين يهوديين من أصل بولندي في سنة 1939 استقر في الجزائر وانضم إلى الحزب الشيوعي الجزائري الذي كان يضم جزائريين وفرنسيين ممرين وكان يدافع عن حقوق الجزائريين
وفي سنة 1951 أصبح محرر ومدير جريدة الجي ريبيبليكان
ثم أعتقله المظليون الفرنسيون في 12 جوان 1957 ووضع ي السجن بتهمة دعم الإرهاب رفقة موريس اودان وحكم عليه ب 10 سنوات سجنا نافذة وتم نقله إلى سجن رين حيث الف كتاب السؤال المثير للجدل إلى الآن .
هرب من السجن بعد ثلاث سنوات وعاد إلى الجزائر وأعاد صحيفة ألجي ريبيبليكان لسان حال الشيوعيين الجزائريين وتم العفو عنه بموجب اتفقيات ايفيان.
وبعد استقلال الجزائر سنة 1962 أسس جريدة لومانيتي من 1966 إلى 1980 .

## أعماله
- كتاب السؤال، سنة 1958.
- صحيفة ألجي ريبيبليكان
- صحيفة لومانيتي، سنة 1966.

## وفاته
توفي الأربعاء 17 يوليو 2013 في باريس عن عمر يناهز 91 عاما وعزاه الرئيس التونسي أحمد المرزوقي والجزائري عبد العزيز بوتفليقة ورثاه الاعلام الفرنسي والعربي والأوروبي.

## روابط خارجية
- هنري علاق على موقع IMDb (الإنجليزية)
- هنري علاق على موقع أول موفي (الإنجليزية)
- هنري علاق على موقع قاعدة بيانات الأفلام السويدية (السويدية)
- هنري علاق على موقع قاعدة بيانات الفيلم (الإنجليزية)
- هنري علاق على موقع كينوبويسك (الروسية)